# Игуманија Ангелина (Илић)
Ангелина (световно Ана Илић; Божевац код Малог Црнића, 18. јун 1925 — Манастир Рукумија, 23. децембар 1977) била је православна монахиња и игуманија Манастира Рукумије.

## Биографија
Игуманија мати Ангелина (Илић), рођена је 18. јуна 1925. године у селу Божевац код Малог Црнића, од побожних и благочестивих честитих родитеља. Основно образовање је стекла у своме родноме месту Божевцу. Приликом крштења је добила име Ана.
Свој монашки пут започиње у Манастиру Рукумији, 1940. године. Замонашена је 1945. године у Рукумији, од стране епископа браничевскога господина Венијамина (Таушановића), добивши монашко име Ангелина. Након одласка игуманије Иларије (Сретеновић), у Манастир Мушутиште, а одлуком епископа браничевскога господина Хризостома (Војиновића), постављена је 8. новембра 1971. године за игуманију Манастира Рукумије код Пожаревца.
Посебну пажњу поклањала је богомољачким братствима, којима је указивала велико гостопримство, а у њене највеће заслуге убраја се труд око израде живописа у манастирској цркви 1971. године. Упокојила се у Господу 23. децембра 1977. године у Манастиру Рукумији, сахрањена је на монашком гробљу источно од олтара.